# Isenberger Vogteirollen
Die Isenburger Vogteirollen sind zwei Lehnsverzeichnisse aus dem 13. Jahrhundert. Sie enthalten die Güter, über die Friedrich von Isenberg die Rechte als Vogt besaß. Viele Höfe und Ortschaften im heutigen Nordrhein-Westfalen können heute eine frühe urkundliche Erwähnung auf diese Verzeichnisse zurückführen.
Die „Kleine Vogteirolle“ ist die ältere, sie stammt aus der Zeit vor 1220. Die „Große Vogteirolle“ stammt aus dem Jahr 1221. Hintergrund war der Streit mit Engelbert I. von Köln, Erzbischof von Köln, insbesondere um die Vogteirechte am Stift Essen. Die Rolle weist in der Präambel auf den Zweck hin: „Damit nicht irgendeiner dem Grafen oder seinen Erben Unrecht zufügen könnte, hat er dieses aufschreiben lassen.“ Beide Rollen sind nach den Hofverbänden (Villikationen) der Stifte Essen und Werden gegliedert, über die Vogteirechte bestanden und nennen die Ortschaften mit der entsprechenden Anzahl von Höfen.
Die kleine und die große Vogteirolle wurden im Original 1952 im Fürstlichen Archiv Rheda bei Aufräumarbeiten durch den pensionierten Reichsarchivrat Moritz Graf zu Bentheim entdeckt. Die große Rolle ist etwa 1,70 m lang und etwa 28 cm breit.
Dem Archivamt des Landschaftsverbands Westfalen-Lippe in Münster liegt eine Kopie der kleinen Rolle vor.